# アケダクト競馬場

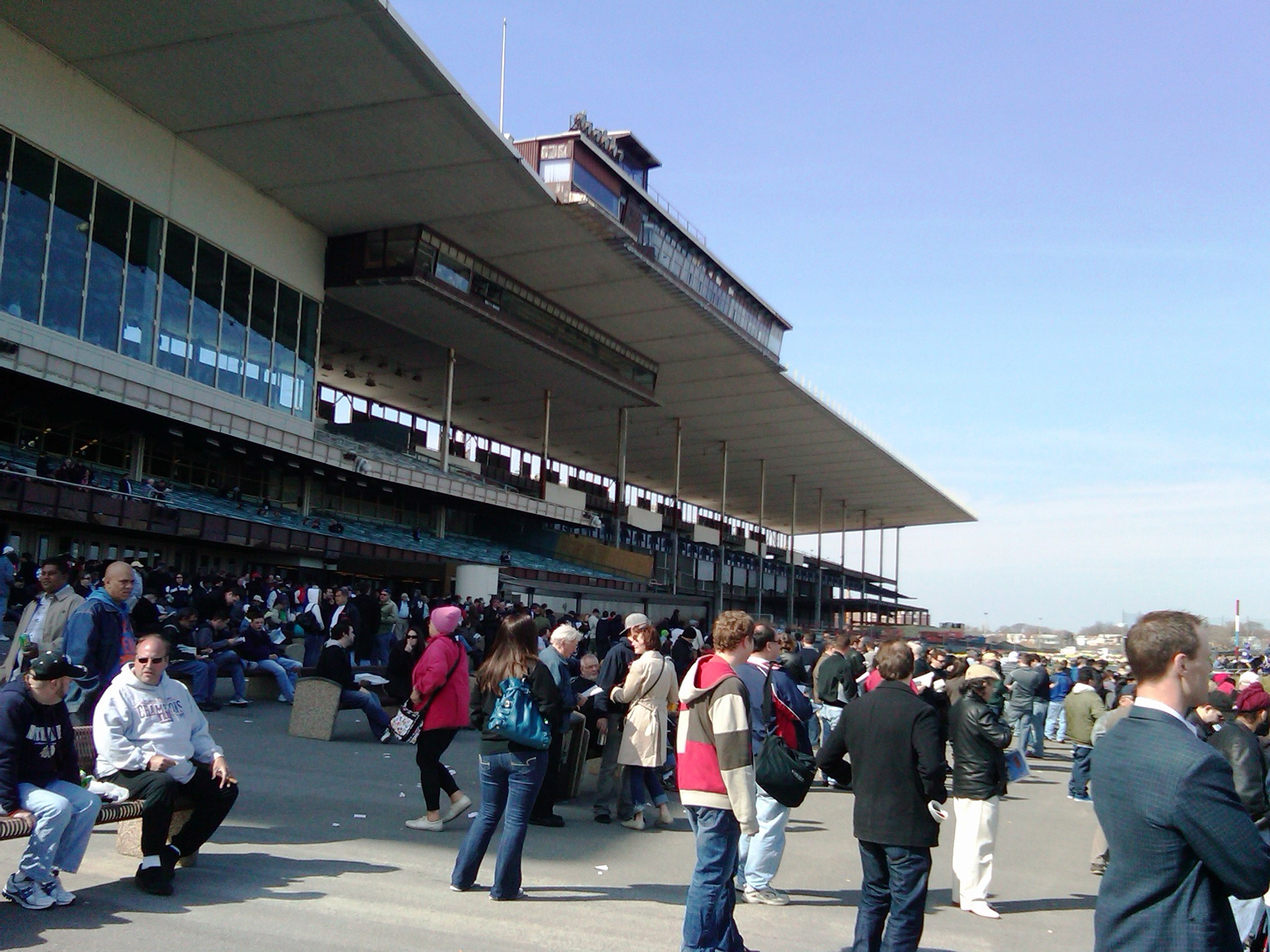
アケダクト競馬場

アケダクト競馬場（アケダクトけいばじょう、Aqueduct Racetrack）は、アメリカ合衆国ニューヨーク市クイーンズ区のジョン・F・ケネディ国際空港の北に位置する競馬場である。ニューヨーク競馬協会（NYRA）が運営している。ビッグAの愛称でよく知られ、ニューヨーカーたちの代表的な娯楽の場の1つとなっている。
州内のベルモントパーク競馬場・サラトガ競馬場よりは小規模ながら、ニューヨーク市内では中心街であるマンハッタンに近く、市内はもとより、アメリカ競馬の主要競馬場に位置付けられている。

## 沿革
- 1894年9月27日 オープン。
- 1941年 新しいクラブハウスと馬場事務所を新設。
- 1956年 改築のため閉場・解体。
- 1959年 ビッグAとして新装開場。
- 1975年 内側の馬場を新設。
- 1985年 ブリーダーズカップを開催。
- 2011年 併設してカジノ施設がオープン。
- 2020年 州内で急速に感染が拡大した新型コロナウイルスへの対策として一時的な医療施設の設置が行われた[2]。
- 2022年 ベルモントパーク競馬場の改修の為、同競馬場の秋季開催が振り分けられる。

## 主な競走
- カーターハンデキャップ
- ウッドメモリアルステークス
- シガーマイルハンデキャップ
- ガゼルステークス
- ゴーフォーワンドハンデキャップ
- レディースステークス

## 開催日程
11月から4月まで、週末を含めた週4～5日開催が基本。
アケダクトの非開催時季は、ベルモントパーク競馬場かサラトガ競馬場で開催が行われている。

## アクセス
- ニューヨーク市地下鉄A系統（ロッカウェイ線）
  - アケダクト競馬場駅は、マンハッタン方面行きにしかホームが設けられていない。ロッカウェイ方面行き利用の場合は、アケダクト-ノース・コンジット・アベニュー駅よりシャトルバスが運行[3]。

## ギャラリー

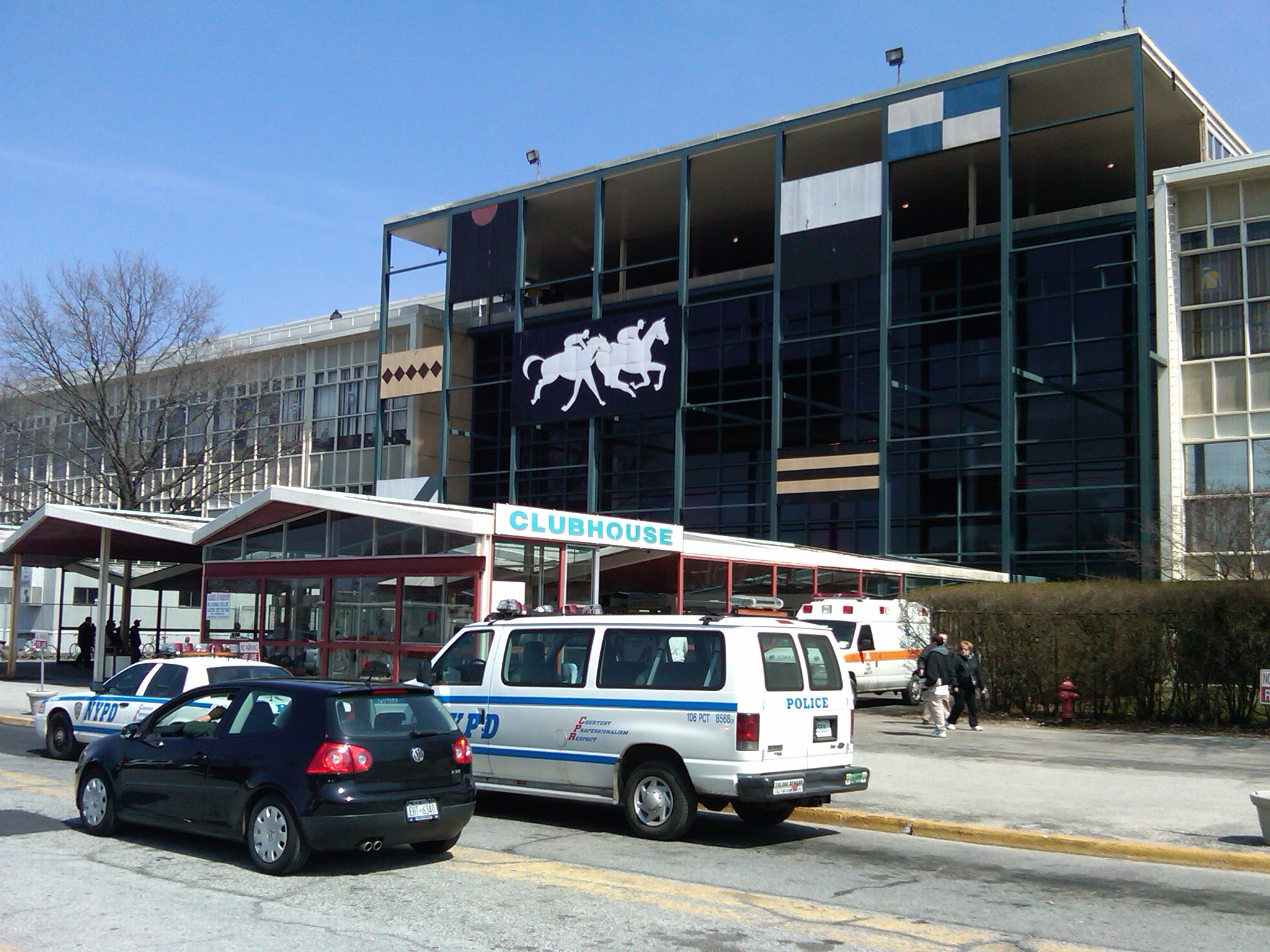
エントランス
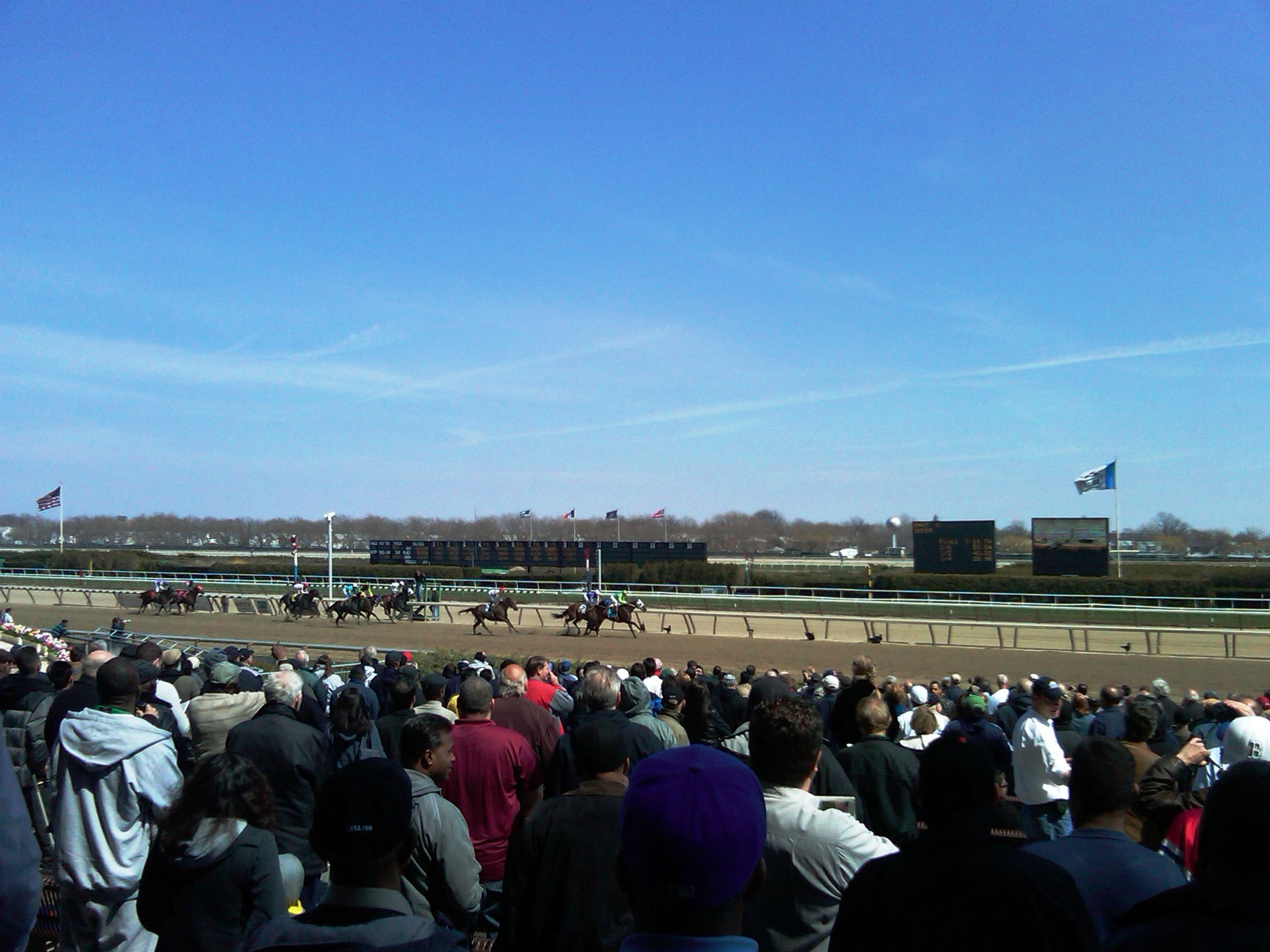
レース風景
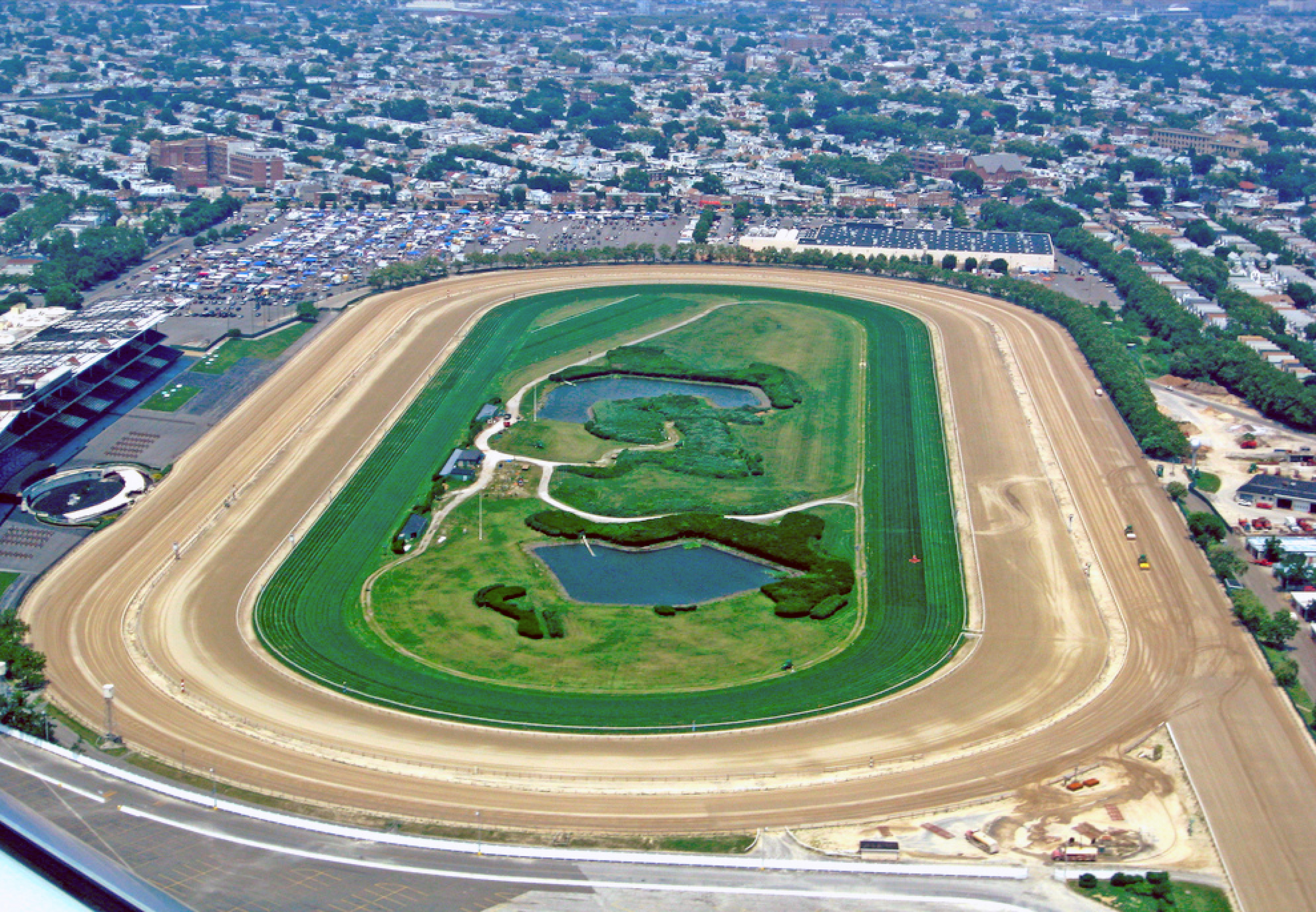
レースコース全景